# 光-hikari-
「光-hikari-」は、2010年に起こったハイチ地震の復興支援を目的に日本の複数の音楽家によって結成されたJP2HAITIによるチャリティー・シングル。この楽曲は2011年2月2日にデジタル・ダウンロードリリースされた。

## 背景

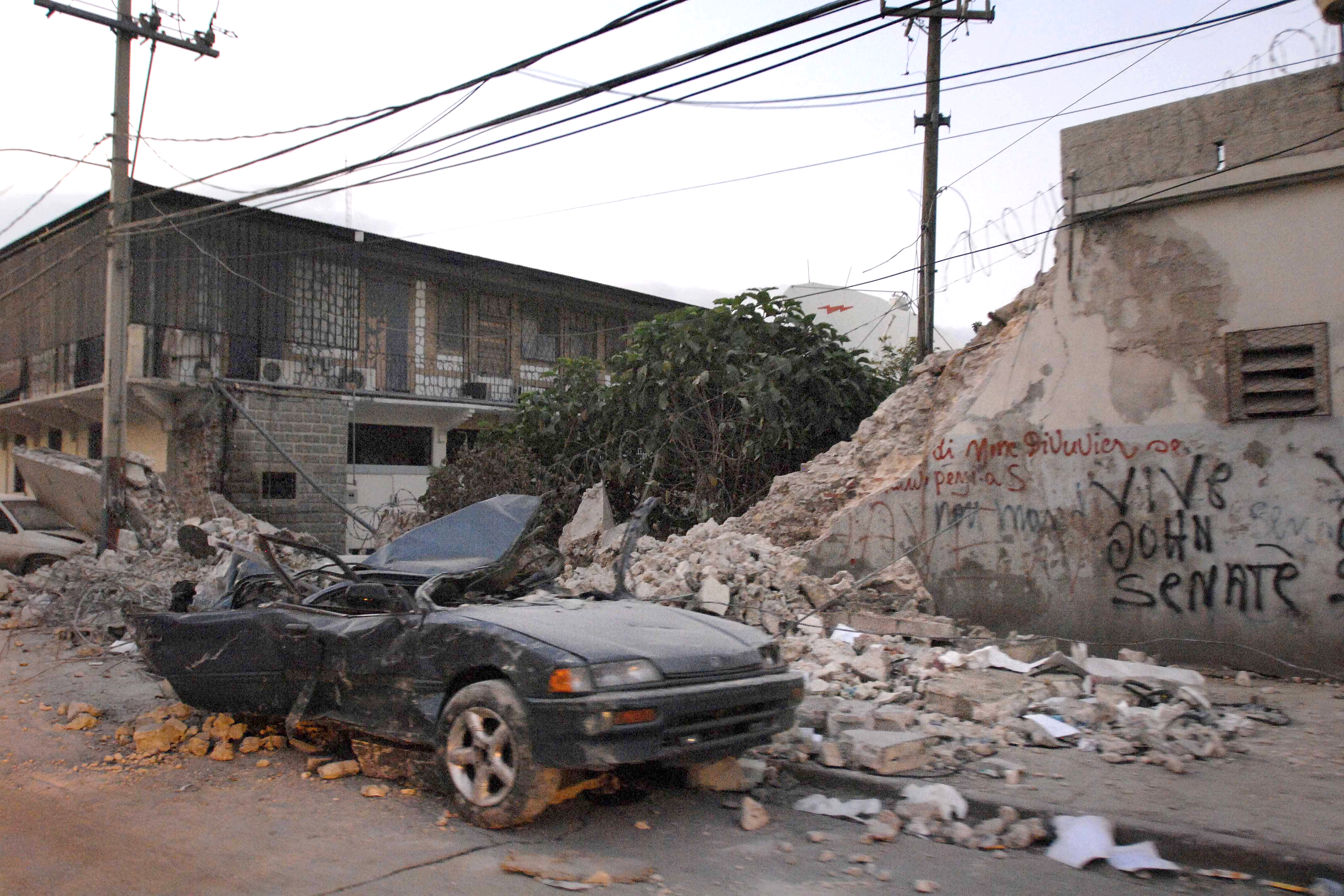
地震の被害を受けた首都ポルトープランス

2010年1月12日、ハイチ共和国にてマグニチュード7.0の地震が発生した。この地震によって150万人以上のハイチの人々がテントや屋外での生活を余儀なくされ、また地震によって22万人以上の人々が死亡した。ハイチにとってこの地震は200年以上ぶりの大規模地震となった。また地震は首都ポルトープランス近くを震源とする直下型地震で、首都は特に大きな被害に見舞われた。
こういった地震の背景を受け、2010年2月2日、日本のヒップホップDJDJ YUTAKAがTwitterの自身のアカウントにて「ハイチの為に何かやらない?」と問いかけ、Zeebraが同意し、呼びかけを開始した。『Bmr』によると、このZeebraの呼びかけに対し、いとうせいこう、高木完、RYO the SKYWALKER、TARO SOUL、KEN THE 390、DJ KEN-BO、DJ CELORY、DJ TAMA、DJ SOULJAHらが賛同したという。

## 参加アーティスト

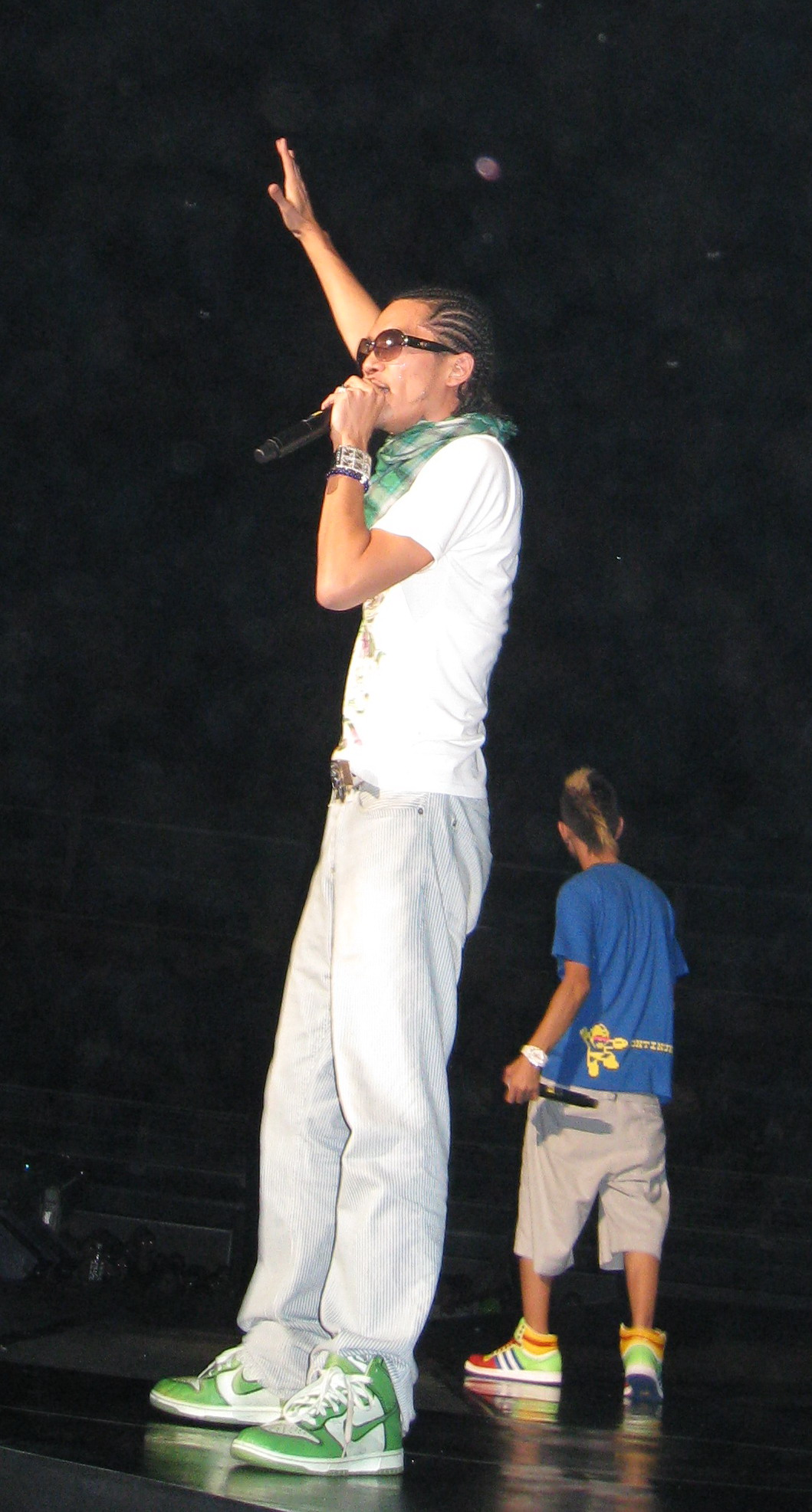
発起人の一人、日本のヒップホップMCZeebra。多くの音楽家にプロジェクトへの参加を呼びかけた。

発起人
- DJ YUTAKA
- Zeebra

音楽家
| - AI - MOOMIN - DJ KAORI - JAMOSA - かまやつひろし - 青山テルマ - KEN-U - 横山剣 - Full Of Harmony - May J. - SATOMI - DOUBLE - 難波章浩 - 清水翔太 - Miss Monday | - 大黒摩季 - RINO LATINA II - 日高光啓（AAA） - DELI - TARO SOUL - GAKU-MC - SIMON - 高木完 - LUNA - RANKIN TAXI - RYO the SKYWALKER - K-Dub Shine - RHYMESTER - PUSHIM - TERU (GLAY) |

## 発売日一覧
| 地域 | リリース日   | 規格                                         |
| ---- | ------------ | -------------------------------------------- |
| 日本 | 2011年2月2日 | PCダウンロード、携帯端末向けフル配信、着信音 |